# Primeiro Mundo

Os países foram separados em "três mundos" durante a Guerra Fria, quando eram classificados de acordo com seus aliados.
Primeiro Mundo: os Estados Unidos e seus aliados.
Segundo Mundo: a União Soviética e seus aliados.
Terceiro Mundo: países não-alinhados e neutros.

Mapa-múndi indicando o Índice de Desenvolvimento Humano (2013):
Muito alto
Alto
Médio
Baixo
Sem dados

Primeiro Mundo é um conceito da Teoria dos Mundos, originado da Guerra Fria, para descrever o conjunto de países que se posicionaram a favor do capitalismo e se aliaram aos Estados Unidos durante a Guerra Fria. O termo também é usado para descrever os países desenvolvidos, já que a maioria dos países que compõem o primeiro mundo tem um considerável desenvolvimento econômico e social, e dessa maneira a maioria dos países hoje considerados desenvolvidos eram os que pertenciam ao Primeiro Mundo, embora haja exceções, como a Turquia, que pertence ao Primeiro Mundo mas é um país em desenvolvimento. Os países de Primeiro Mundo opuseram-se, durante a Guerra Fria, aos países de Segundo Mundo, compostos pela União Soviética e seus aliados, que defendiam o socialismo. Os países de Primeiro Mundo são os que pertencem à Europa ocidental, à América Anglo-Saxônica (na América do Norte), além da Grécia, Turquia, Japão, Coreia do Sul, República da China (Taiwan), Austrália e Nova Zelândia.

## Pós-comunismo
Com a queda da União Soviética, e da integração dos antigos países do segundo mundo no Leste Europeu, o segundo mundo deixou de existir. O mundo hoje é mais frequentemente dividido em países desenvolvidos, países em desenvolvimento e países subdesenvolvidos.
Como muitos países em desenvolvimento são industrializados, o Quarto Mundo foi o termo cunhado para se referir aos países que continuam a ser predominantemente agrícolas ou nômades e falta de infraestrutura industrial. No entanto, tais termos podem criar confusão porque Quarto Mundo é utilizado pelos estudiosos para se referir a nações sem Estado (como exemplo País Basco, Curdistão, Caxemira, Chechênia, Tibete). Os países que eram considerados países em desenvolvimento, mas que agora possuem uma economia mais desenvolvida são agrupados sob a designação de países recentemente industrializados, enquanto que aqueles que não foram industrializados, tem um PIB menor e possuem um baixo índice de desenvolvimento humano são muitas vezes referidos como Países Menos Desenvolvidos.

## Países do Primeiro Mundo
Os seguintes países foram considerados do Primeiro Mundo durante a Guerra Fria:
| - Alemanha Ocidental - Andorra - Austrália - Áustria - Bélgica - Canadá - Coreia do Sul - Dinamarca - Espanha - Estados Unidos | - Finlândia - França - Grécia - Irlanda - Islândia - Israel - Itália - Japão - Liechtenstein - Luxemburgo - Noruega | - Nova Zelândia - Países Baixos - Portugal - Reino Unido - San Marino - Suécia - Suíça - Taiwan - Turquia - Vaticano |